# Restaurant Schöner
Das Restaurant Schöner im Filmhaus (Wien 7, Siebensterngasse 19) war von seiner Gründung bis zum Umbau der Innenräume im Jahr 1992 ein Treffpunkt für nationale und internationale Prominente aus Musik, Film und Politik. Historisch von Bedeutung ist einerseits die „Dienstag-Gesellschaft“, die sich während der Jahre 1933 bis 1945 im Schöner traf und eine der geheimen Widerstandsgruppen gegen die nationalsozialistische Politik bildete. Andererseits befand sich von 1949 bis 1990 im Haus die Austria Wochenschau, die den großen Gartensaal des Schöner als Kino nutzte. Zahlreiche Wiener Tageszeitungen der Jahre 1920 bis 1930 berichten überdies, dass mit Schöner eine neue Caféhauskultur entstand. Das Restaurant Schöner war neben dem Café Carlton in Wien I. das Zentralbüro der Schöner-Betriebe.

## Lage
Das Restaurant Schöner besteht seit 1992 nicht mehr. Es befand sich im heute unveränderten ehemaligen Vorstadthaus mit barocker Fassade in Wien-Neubau in der Siebensterngasse 19 am Spittelberg. Während die barocke Fassade (1965 renoviert) weitgehend im Originalzustand erhalten ist, wurden alle Innenräume, mit Ausnahme der privaten Wohnungen im ersten Stock des Hauses, ab 1990 komplett umgebaut.

## Geschichte
Laut einer Chronik befand sich ab 1632 an der Stelle der heutigen Siebensterngasse 13–19 nahe dem damaligen Spitalberg (heute Spittelberg) ein Weinhaus bzw. ein Einkehrgasthaus, das 1683 durch die osmanischen Belagerungstruppen, so wie auch das nahe gelegene St. Ulrich, geplündert und niedergebrannt wurde. Etwa an der Stelle der heutigen Häuser Siebensterngasse 13 bis 19 befanden sich die Gefechtsstände der Belagerungstruppen.

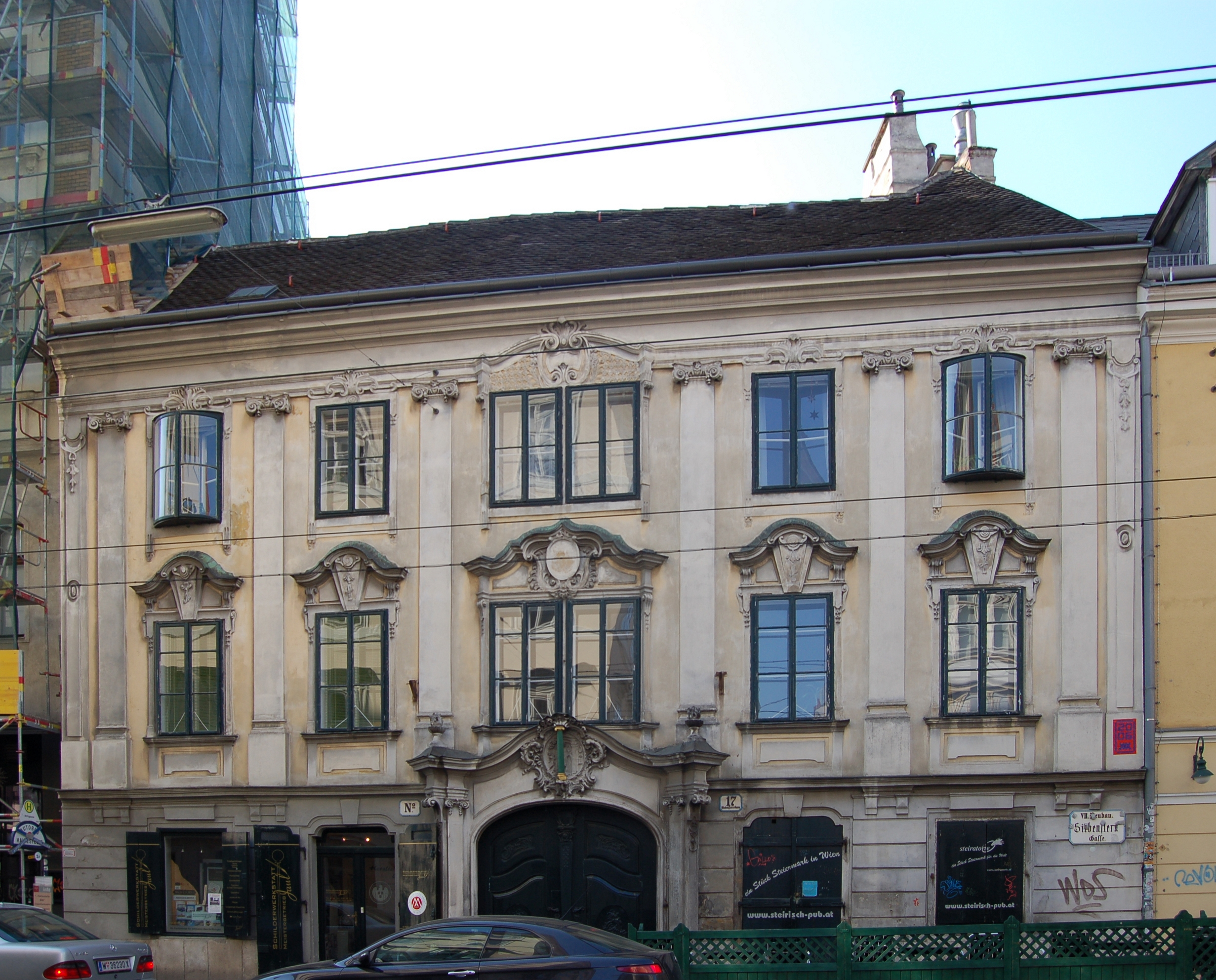
Bürgerhaus Zur Grünen Säule, Siebensterngasse 17

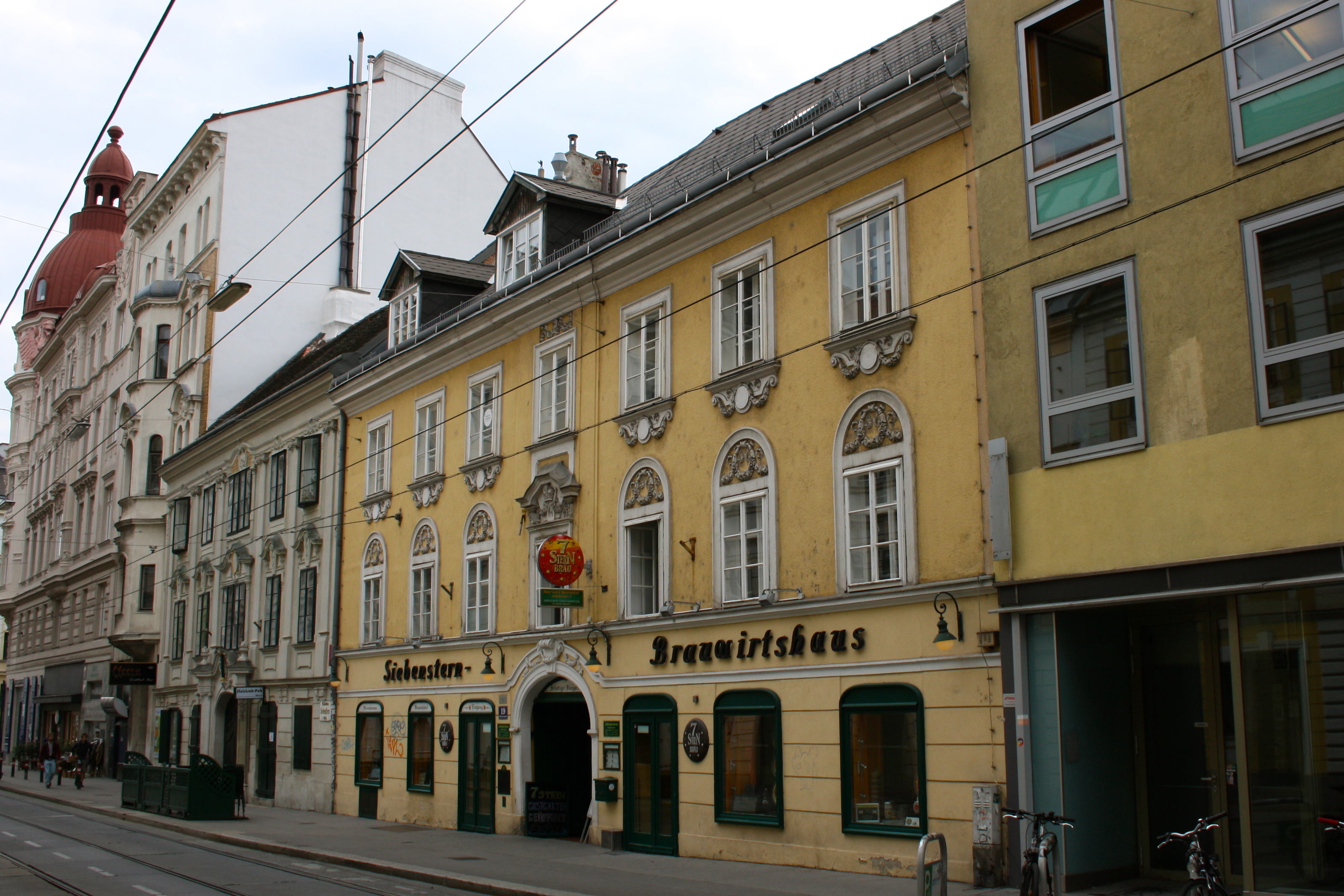
Bürgerhaus Zur Goldenen Krone, ab 1992

Ab etwa dem Jahr 1700 folgte ein Bauboom. An Stelle des Einkehrgasthauses wurden an den heutigen Adressen 17 und 19 die barocken Vorstadt-Bürgerhäuser „Zur grünen Säule“ und das Haus „Zur Goldenen Krone“ errichtet. Die seit 1632 bereits bestehende, im Erdgeschoß liegende Gastwirtschaft erhielt 1873 den Namen zur „Goldenen Krone“, nachdem Andreas und Juliana Schöner die Gastwirtschaft übernahmen. 1890 wurde die Familie Schöner Besitzer des Hauses Siebensterngasse 19. 1923 kaufte Lina Schöner das Haus Nummer 17, das heute unter Denkmalschutz (Listeneintrag) steht.

## Gründung im Jahr 1903
Im Jahr 1903 wurde der Betrieb an  Andreas Carl Schöner übertragen. Andreas Carl gründete nach dem Ersten Weltkrieg mit seiner Frau Caroline mit dem Grand Café Casa Piccola die Schöner Betriebe, an denen sich ab 1939 der Sohn Josef Schöner beteiligte.
Josef Schöner machte jedoch Karriere als österreichischer Diplomat der Regierung Leopold Figl. Neben dem Stammsitz folgten ab 1918 zahlreiche Cafés und Restaurantbetriebe in Wien. In den Tageszeitungen ab 1920 war zu lesen, dass die Familie Schöner mit dem Café Casa Piccola, dem Café Carlton, dem Café Heinrichhof und mit dem Café Fenstergucker sowie auch mit ihren Pachtbetrieben, vor allem der Meierei Krieau, die Wiener Kaffeehauskultur neu prägten.

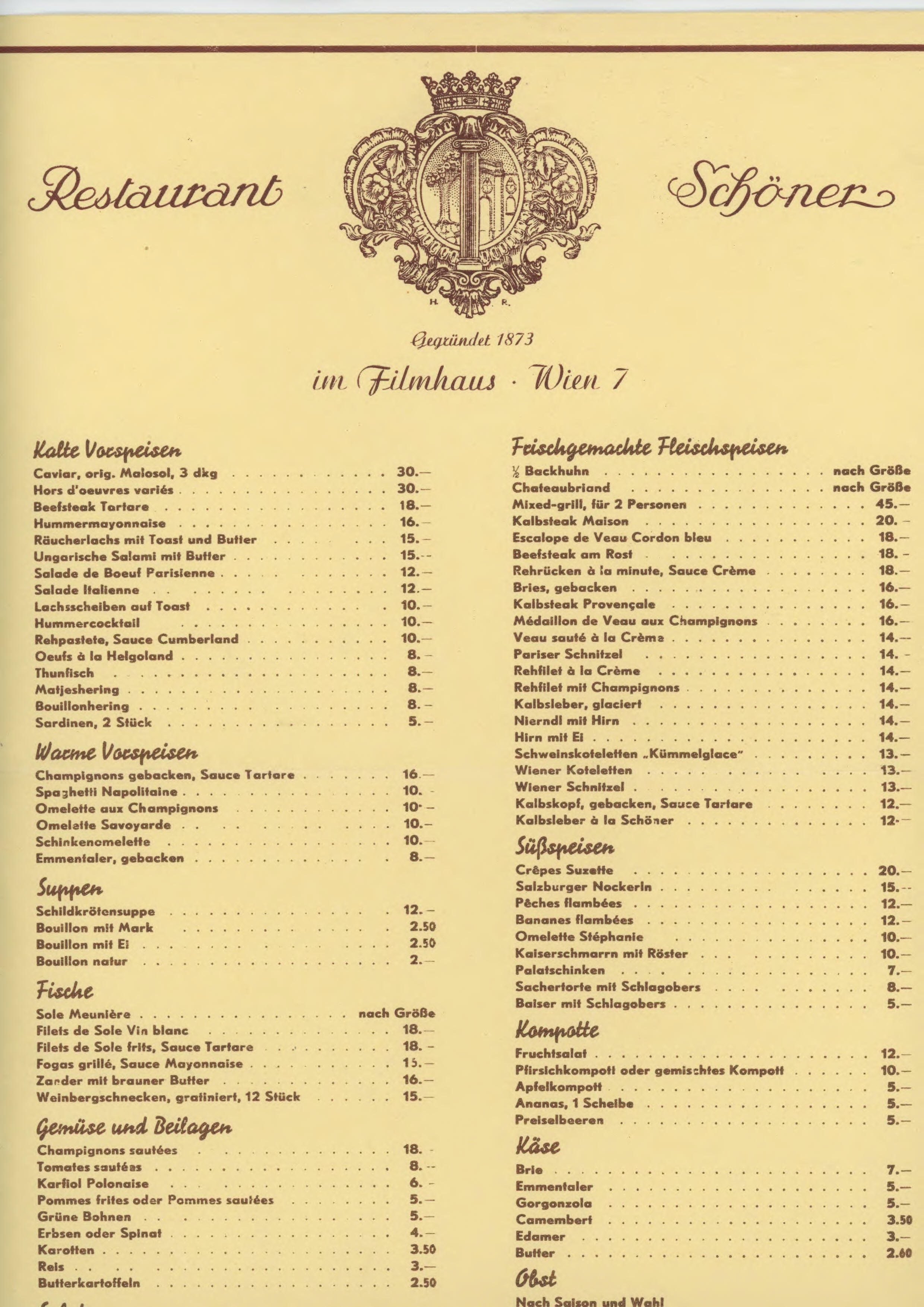
Restaurant Schöner, Speisekarte ca. 1930

## Weitere Inhaber ab 1945
Das Stammhaus in der Siebensterngasse wurde von 1945 bis 1949 ein Militär-Restaurant der US-amerikanischen Armee. Nach der Freigabe durch das US-Militär im Jahr 1949 wurde das Schöner ab 1950 an einen neuen Betreiber verpachtet. Die Familie Sperka führte das Restaurant im Filmhaus bis 1980.
Nach der Familie Sperka übernahm Herbert Hansy das Schöner im Filmhaus. Um 1990 folgte eine Neuübernahme und ein Umbau der Innenräume in das am 22. Juli 1992 eröffnete „Siebensternbräu“, an dem auch Peter Zgonc mitbeteiligt war. Im ehemaligen Gartensaal des Restaurants Schöner befindet sich seither eine Bierbrauanlage der neuen Inhaber. Neben dem Garten ist die Fassade des Hauses Nr. 19 im Stil der Gründerzeit erhalten. Im Inneren wurde die über 100 Jahre alte Gastwirtschaft den Anforderungen eines Gastronomiebetriebes des 21. Jahrhunderts angepasst und zu einem Bier-Brauhaus umgebaut.

## Innenarchitektur und Stil
Die sechs Gästezimmer des Restaurants wurden bis 1990 im Jahrhundertwende-Stil in den Farben Rot, Weiß und Rosa gehalten. Decken und Wände schmückten klassische Lampenschirme und Kronleuchter bzw. Kerzenleuchter. Die Holzböden der Gasträume waren in der Regel mit rotem Teppich und Läufern ausgelegt. Bekannt wurde die „Petrus Ecke“, deren Abbildung auf einer Postkarte aus dem Jahr 1932 im Umlauf ist. Es gab ein Spiegelzimmer und im ersten Stock des Hinterhauses befand sich das „Königszimmer“ in Rosa. Für Übernachtungen gab es zwei Zimmer im Biedermeierstil. Ein Gästezimmer neben dem „Königszimmer“ nannte man das „Windsor Zimmer“. Eine Besonderheit des Hauses war der sogenannte „Schöner-Garten“ mit dem Gartensaal. Der 100 bis 200 Gäste fassende Saal wurde gleichzeitig bis 1990 auch als Kino genutzt. Der Garten, 1910 als „Schöner-Garten“ umworben, besteht noch heute im Original.
Unter den Gästen des Schöner findet man laut Milan Dubrović Eduard VII., der 1903 auf Staatsbesuch in Wien war und auch 1904 privat nach Wien und zur Kur nach Marienbad kam. Die „Kleine Chronik“ des Hauses erwähnt außerdem den Wiener Schauspieler Alexander Girardi und den österreichischen Filmpionier Sascha Kolowrat-Krakowsky als Gäste. Ein besonderes Schaustück im Ausschank des Schöners war die Autogrammkarten-Sammlung aller Schauspieler bekannter Wiener Filme wie Hans Moser, die Hörbigers oder auch Orson Welles, der im Film Der dritte Mann in der Stiftgasse gegenüber der Stiftskaserne wohnte. Über den Verbleib der Autogramm-Sammlung ist heute nichts bekannt.

## Zeit des Nationalsozialismus
Nicht nur Könige wie Eduard VII. waren Gäste im Schöner, sondern auch Engelbert Dollfuß, Kurt Schuschnigg oder Baldur von Schirach, da sich die Familie Schöner nach außen als diplomatisch und geschäftstüchtig zeigte. Im Restaurant Schöner wurde auch reale Politik betrieben. So war der Vater Andreas ab 1900 für zehn Jahre Bezirksrat in Wien-Neubau, bis schließlich Sohn Josef Schöner ab 1933 Karriere in der Politik machte; er wurde im Jahre 1953 als Botschafter zu den Verhandlungen zum österreichischen Staatsvertrag berufen.
Die „Dienstag-Gesellschaft“ erklärt sich über das Tagebuch von Josef Schöner und über einen Gast des Restaurants Schöner, Eduard Heinl, ehemals Handelsminister und Mitglied in der ersten Regierung von Leopold Figl. Eduard Heinl gehörte bis zu seiner Verhaftung durch die Gestapo knapp vor 1945 zum Kreis der „Dienstag-Gesellschaft“. 1948 beschrieb Heinl in einem seiner Bücher (Über ein halbes Jahrhundert Zeit und Wirtschaft) die Atmosphäre bei Frau Schöner als eine Erinnerung, die in ihm nach seiner Freilassung am 9. April 1945 auf dem Weg durch die damals noch so genannte „Straße der Julikämpfer“ wiederkehrte. Heinl stand auf dem Weg durch die Siebensterngasse die Zeit vor die Augen, in welcher das Gasthaus Schöner der Mittelpunkt einer großen Gemeinschaft der von Nationalsozialisten verfolgten politischen Funktionäre war. So fand man sich unauffällig bei Frau Schöner im Gasthaus ein, wo man Freunde und Gleichgesinnte traf und über das Schicksal anderer erfahren konnte. Eduard Heinl schreibt in seinem Buch: „Ich kehrte ein und wurde nicht enttäuscht… Die alte Atmosphäre des Widerstandes schlug dem Besucher entgegen… rasch war man über den genauen Stand der politischen und militärischen Lage informiert… reichlich gestärkt an Leib und Seele, begab ich mich in meine Wohnung…“.